# Akizuki (Klan)

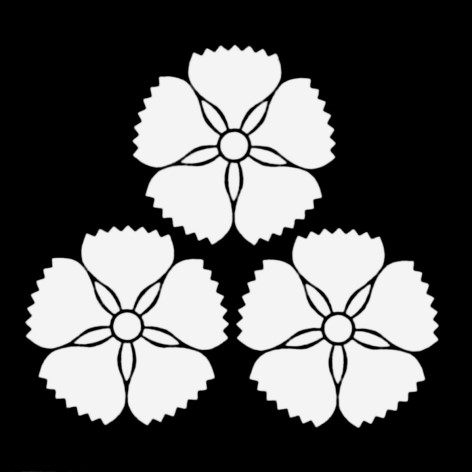
Wappen der Akizuki (Akizuki-Nelken)

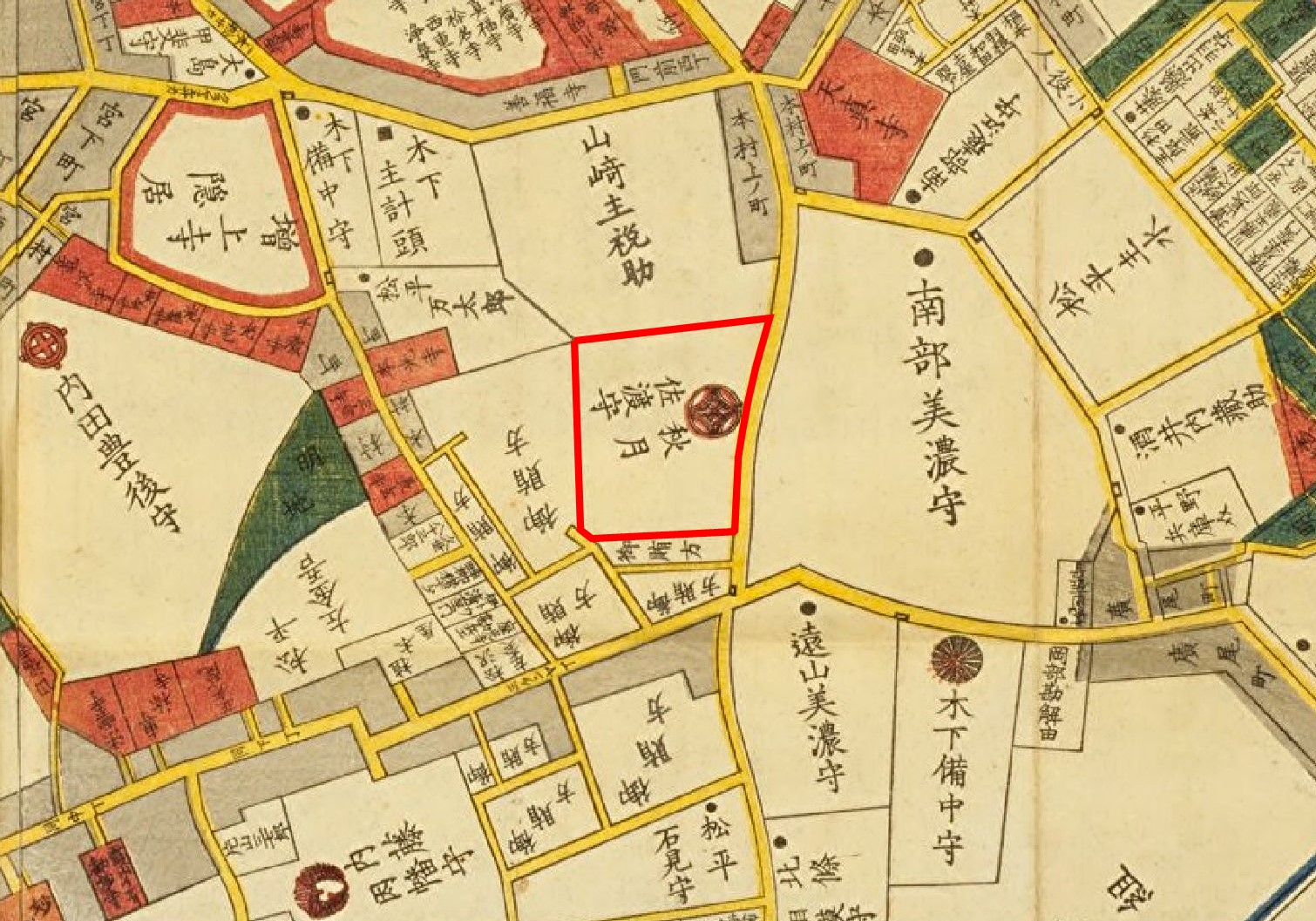
Residenz Akizuki in Edo

Die Akizuki (japanisch 秋月氏, Akizuki-shi) waren eine Familie des japanischen Schwertadels (Buke), die sich von Achi no Omi ableitete. Mit einem Einkommen von 27.000 Koku gehörten die in Takanabe (Miyazaki) residierenden Akizuki zu den kleineren Tozama-Daimyō der Edo-Zeit.

## Genealogie
- Taneo (種雄) erhielt um 1190 von Minamoto Yoritomo die Domäne Akizuki (Chikuzen) und führte seitdem diesen Namen.
- Tanemichi (種道), ein Nachkomme Taneos, kämpfte am Ende der Kamakura-Zeit auf der Seite des Südhofes. Er wurde 1336 von Ashikaga Takauji bei Tatarahama geschlagen, floh nach Dazaifu, wo er seinen Tod fand.
- Tanezane (種實; † 1588), erlebte, dass sein Vater Fumitane und sein Bruder Harutane 1557 in der Schlacht gegen Ōtomo Sōrin ihr Leben verloren, setzte sich nach Yamaguchi ab und bat Mōri Motonari um Hilfe. Nach einer weiteren Niederlage wandte er sich an die Shimazu und stellte sich auf deren Seite, als Toyotomi Hideyoshi 1587 Kyūshū zu unterwerfen beabsichtigte. Nachdem dem Friede geschlossen war, wurde Tanezane nach Takanabe (Hyūga) mit 20.000 Koku versetzt.
- Tanenaga (種長; † 1614), Tanezanes Sohn, nahm unter dem Kommando von Kuroda Nagamasu am Korea-Feldzug teil. Im Jahr 1600 stellte er sich auf die Seite Ishida Kazushiges, aber es gelang ihm, mit Hilfe von Mizuno Katsushige seinen Besitz zu wahren. So residierten die Akizuki weiterhin in Takanabe mit 27.000 Koku bis 1868. Danach Vizegraf.